# Methestrol dipropionate
Methestrol dipropionate hay methoestrol dipropionate (tên biệt dược Meprane dipropionate), còn được gọi dipropionate promethestrol hoặc promethoestrol dipropionate hay như dimethylhexestrol dipropionate, là một tổng hợp estrogen không steroid của stilbestrol nhóm liên quan đến diethylstilbestrol đó hay được sử dụng trên lâm sàng. Nó là dạng dipropionate của methestrol (hay promethestrol), trái ngược với methestrol dipropionate, không bao giờ được bán trên thị trường.